# زوم (سروآباد)
زوم (سروآباد)، روستایی از توابع بخش مرکزی شهرستان سروآباد در استان کردستان ایران است.

## جمعیت
این روستا در دهستان ژریژه قرار دارد و براساس سرشماری مرکز آمار ایران در سال ۱۳۹۰، جمعیت آن ۷۸ نفر بوده است.

## جغرافیا
روستای زوم در محدوده‌ای آب و هوایی کوهستانی استقرار یافته و ارتفاع آن از سطح دریا تقریباً حدود ۹۰۰ متر است، این روستا، باآب وهوای مدیترانه ایی که در فصل بهار آب و هوایی خوب و معتدل و مطبوع، در تابستان هوای نسبتاً گرم و در پاییز و زمستان، سرد می‌باشد.
روستای زوم در ۶۱ کیلومتری جنوب شرقی شهر سروآباد واقع شده است. یکی از شاخه‌های رودخانه سیروان (قشلاق) از باختر آبادی می‌گذرد. این روستا ازشمال به روستای دل ازغرب روستای اسپریز از شمال غربی روستای رودبار از شرق روستای دلمرز و از جنوب به کوه شاهو و شهر پاوه منتهی می‌شود.
شکل خانه‌ها و فضاهای درونی آن، براساس نوع فعالیت و میزان درآمد اقتصادی مردم شکل گرفته است. مصالح اصلی به کار رفته در ساخت خانه‌ها، سنگ، چوب و گل است که دیوارها غالباً سنگی است و به صورت خشکه چینی ساخته می‌شوند.
پوشش گیاهی روستا شامل انواع گیاهان مانند گل گاو زبان، خاکشیر، ختمی، بابونه، گاو زبان، شقایق، بو مادران، آویشن، شیرین بیان، پونه، کنگر، ریواس، خوژه، قارچ و گون که کاربرد غذایی، دارویی و صنعتی دارند و کاسنی و انواع درختان بلوط، کیکم، ارژن، بنه، انار، ون، زالزالک، گلابی و انجیر و اطراف روستا را مراتعی سرسبز، دربرگرفته است. پوشش گیاهی مناسب برای چرای دام را داراست.
گونه‌های جانوری در زیستگاهای روستا شامل شغال، گرگ، خرس، بزکوهی، روباه، خرگوش، گراز، خوک و به گفته بعضی از مردم روستا گونه نادری از یوزپلنگ می‌باشد. و پرندگان ازجمله کبک، تیهو، گنجشک، کلاغ، ....... و دارای پوشش گیاهی مناسب برای چرای دام. جانوران و پرندگان می‌باشد.

## زبان و دین
مردم روستای زوم به زبان هورامی سخن می‌گویند، پیرو دین اسلام و مسلمان و پیرو مذهب تسنن (شافعی مذهب) هستند، مردم روستا مانند سایر ایرانیان مسلمان در اعیاد دینی عید فطر، عید قربان و میلاد پیامبر اکرم (ص) با برگزاری جشن به شادمانی می‌پردازند و عید نوروز باستانی را نیز گرامی می‌دارند و در این عید همانند دیگر مردمان ایران شادی و خوشحالی و آتش روشن و… می‌کنند.

## تاریخ
روستا ی زوم یکی از روستاهای قدیمی استان کردستان می‌باشد که قدمت هزار ساله دارد، وجه تسمیه آن به نظر می‌رسد. زوم از کلمه زور گرفته شده است که به مرور زمان حرف (ر) زور حذف شده است. می‌گویند یزد گرد سوم به زور آن جا را تصرف کرده است. بعضی می‌گویند قبر یزد گرد سوم در زوم و بعضی می‌گویند در روستای بر قرو است. به گفته ریش سفیدان و قدیمان روستا بنیان و و مؤسس روستای زوم سه برادر بوده‌اند و می‌گویند بخاطر همین می‌باشد که روستای زوم دارای سه قبیله و طایفه می‌باشد.

## اقتصاد
کار و پیشه روستا، کشاورزی اقتصاد این روستا بر پایه کشاورزی و دامداری و پرورش زنبور عسل وصنایع دستی ازجمله گلیم و کلاش و جاجیم بافی و سقز چینی کشت آبی و دیمی در روستا رواج دارد؛ آب آشامیدنی و زراعتی از طریق چشمه روبروی روستا (هه نجیری) واز طریق لوله کشیتامین می‌شود. فراورده‌ها کشاورزی: گندم، جو، نخود، انگور و گردو، توت، روستا دارای: برق، دبستان، مسجد و شورای ده است. مردم آبادی از فروشگاه تعاونی دل و امکانات آموزشی دورهٔ راهنمایی رودبار و دوره دبیرستان از شبانه‌روزی روستای دل مشغول تحصیل هستند. لبنیات شامل شیر، ماست، پنیر، دوغ، کشک مهم‌ترین محصولات روستا هستند.
غذاهای محلی روستا اغلب دوینه، دوخه وا، شه له مین، غازینه و انواع غذاهای گیاهی از متداول‌ترین غذاهای محلی در روستای زوم هستند.

## جاذبه‌های گردشگری
راه‌های دسترسی روستا به شهرهای مختلف از جمله پاوه، سروآباد ومریوان و سنندج قابل دسترسی است اما راه ارتباطی شهر و روستاهای همسایه و منطقه اغلب به صورت خاکی و صعب‌العبور است. خصوصاً در فصل زمستان سخت وصعب العبور می باشدودرتابستان جاده گردوخاک زیادی دارد و جاده دست اندازهای زیادی دارد.
روستای زوم به دلیل برخورداری از موقعیت ویژه جلوه‌ای زیبا و بسیار منحصر به فرد دارد. مناظر و چشم‌اندازهای زیبای آن، در بیشتر فصول جذاب و جالب توجه است.
مهم‌ترین جاذبه‌های طبیعی روستا رودخانه سیروان از به هم پیوستن تمامی رودهای بخش جنوبی غربی، غرب و مرکز استان، مانند رودخانه‌های قشلاق، گاو رود و گردلان، تشکیل یافته است..
این رودخانه در پایان به رودخانه الوند (حلوان) می‌پیوندد و با نام دیاله در خاک عراق به دجله می‌ریزد. اطراف این رودخانه، بسیار زیبا و محل زیست انواع پرندگان و ماهیان است..
کوه شاهو: گه رده میان و سه رکه مه ر وبه رزه لنگ و … از جاهای بسیار دیدنی برای تفریح و سرگرمی و کوهنورد می‌باشند.
همه ساله، در اردیبهشت ماه، دامداران گله‌های خود را برای چرا، به ییلاق یا کوه شاهو می‌برند؛ منظره این کوچ بهاری، زیبایی و شکوه زندگی در ارتفاعات را دوچندان می‌کند..
چشمه کلوریکی دیگر از جاهای دیدنی و تفریحی و استراحتگاه می‌باشد واین منطقه آب بسیار سرد و معدنی دارد.
یکی دیگر از جاهای دیدنی و گردشگری و تفریحی روستا، منطقه وه‌زه می‌باشد این مکان به خصوص درفصل بهار بسیار جالب و دیدنی می‌باشد.
طبیعت بکر و دست نخورده، وجود شرایط مساعد جوی در چهار فصل و صید ماهی نیز از توانمندی‌های گردشگری روستا می‌باشند لذا برای گردشگران به خصوص کوهنوردان در فصل بهار سفر یک دو روزه خالی از لطف نیست.

## هنر و ورزش
در روستای زوم انواع ورزش‌ها و بازی‌های محلی متداول است؛ مردان روستا اغلب مشغول بازی‌هایی از جمله: کیلو برز، قل قلان و خواجه چه بوکان الک وملک، باربارانی، قه له قه له، جوجو، گووه ره بازی، دومینو و … از دیگر بازی‌های رایج در روستاست..
موسیقی کردی (هورامی) از غنا و شور و حال خاصی برخورداراست و انواع آهنگ‌های شاد یا غمگین آن در مراسم مختلف، نواخته می‌شود. از انواع موسیقی کردی، می‌توان به موارد زیر اشاره کرد::
سیاه چمانه؛ آهنگی غمگین که معمولاً در فراق یار و همچنین مراسم سوگواری نواخته می‌شودوگورانی دری وچه پله و گه‌ریان از دیگر آوازها و آهنگ‌های رایج در روستاست.
برخی رقص‌های گروهی با مردان به تنهایی یا همراهی زنان و مردان فامیل که دست دردست هم داده‌اند، از جمله مراسم محلی است که به خصوص در عروسی‌ها متداول است. وچند نفر از اهالی روستا خواننده هستند و آواز و سرود و گورانی در مراسم‌ها، شادی‌ها و… می‌خوانند.

## مهاجرت
ساکنین مردم این روستا در شهرهای مریوان و پاوه اغلب مشغول کاسبی آزاد و مغازه و دکان داری و بعضی هم مشغول کارگری وصنایع دستی و عده ای هم در ادارات به خصوص در فرمانداری، آموزش و پرورش، دامپزشکی، بیمارستان و … مشغول به کار هستند و درآمد و معیشت زندگی خانواده خود را راه کاسبی حلال تأمین می‌کنند. زنان ای روستا هم درتامین مخارج خانواده به همسران خود کمک و یاری می‌کنند.

## نگارخانه

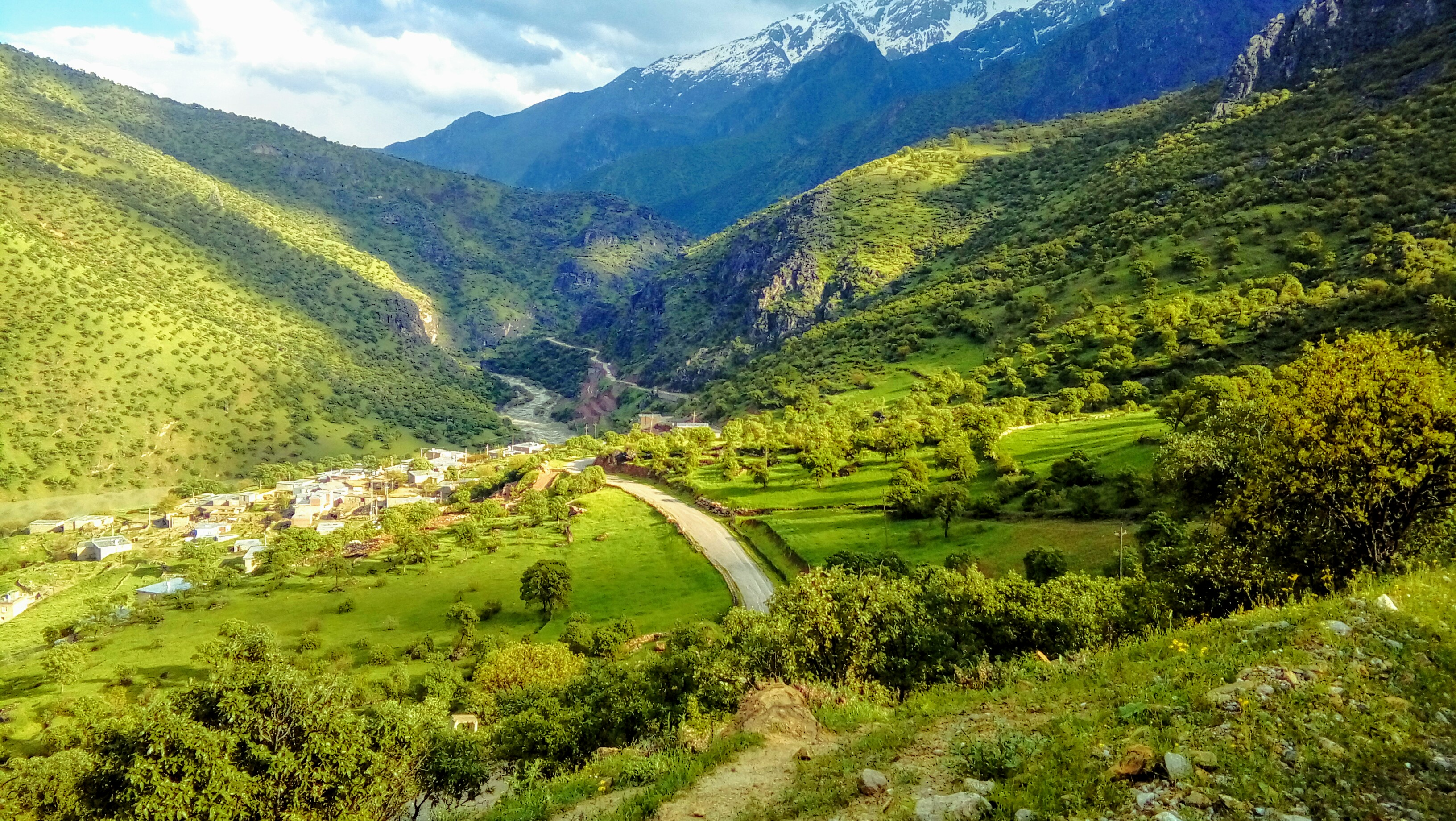
روستای زوم بهار ۱۳۹۸

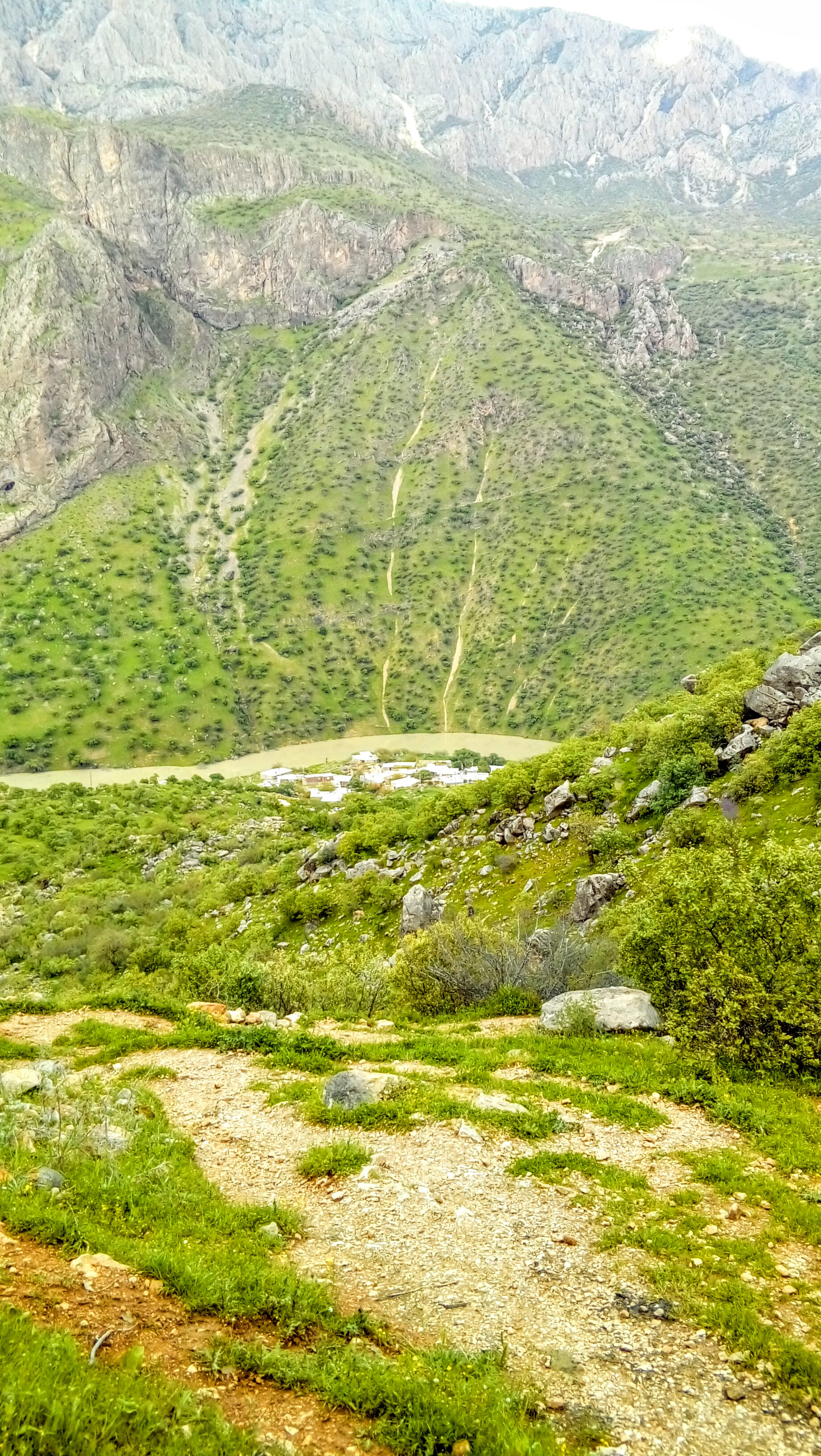
زوم بهار ۱۳۹۸ تصویر ۲

عکاس تصاویر بالا «میلاد ازکات» می‌باشد.